# Armă neletală
Arme și muniții neletale sunt armele și munițiile destinate pentru un scop utilitar sau pentru agrement ori autoapărare, confecționate astfel încât, prin utilizarea lor, să nu se cauzeze moartea persoanelor. Acestei categorii îi sunt asimilate și armele vechi.
Principalele tipuri de astfel de arme sunt:
- armele de autoapărare  - arme neletale scurte, special confecționate pentru a împrăștia gaze nocive, iritante, de neutralizare și proiectile din cauciuc, în scop de autoapărare;
- armele și dispozitivele de agrement  - arme și dispozitive neletale, construite pe principii asemănătoare armelor care nu folosesc muniții, ce aruncă proiectile nemetalice și sunt destinate a fi folosite atât în scop recreativ, cât și în cadrul competițiilor sportive; sunt incluse în această categorie și arcurile;
- dispozitivele paintball - dispozitive neletale cu mecanism pe bază de gaz sau mecanic, care aruncă proiectile sferice nemetalice umplute cu vopsea;

În România este interzis portul armelor neletale, destinate pentru autoapărare, în următoarele condiții:
a) în locuri aglomerate, stadioane, săli de spectacol și adunări publice, precum și în alte locuri în care folosirea acestor arme este interzisă prin lege;
b) dacă deținătorul se află sub influența băuturilor alcoolice, produselor sau substanțelor stupefiante, a medicamentelor cu efecte similare acestora ori în stare avansată de oboseală sau suferă de afecțiuni temporare, de natură să genereze o stare de pericol în condițiile în care poartă arma asupra sa;
c) neînsoțite de documentul care atestă dreptul de port și folosire.